# セクシーボイスアンドロボ
『セクシーボイスアンドロボ』は、黒田硫黄による日本の漫画。『スピリッツ増刊IKKI』（小学館）2000年12月号（創刊号）から2003年2月号（第13号）にかけて13話連載され、同誌の月刊化を期に未完のまま中断となっている。11話までは一話完結形式。単行本は2巻まで刊行（収録漏れ無し）。
2002年に第6回文化庁メディア芸術祭マンガ部門大賞を受賞。2007年に日本テレビにて、原作に大幅な脚色を加え連続テレビドラマ化された。

## あらすじ
七色の声を操る少女・ニコは、その観察眼を見込まれて謎の老人からとある誘拐事件への助言を請われる。事件を解決に導いたニコは、以降コードネーム「セクシーボイス」を名乗り、謎の老人の様々な依頼を相棒の青年・ロボとともに解決していく。

## 登場人物
本項では原作の登場人物について説明する。テレビドラマ版は後述。
林二湖（はやし にこ）
通称「ニコ」。「スパイか占い師になりたい」という中学3年生の少女。「セクシーボイス」を名乗る七色の声の持ち主で、アルバイトも兼ねてテレクラのサクラをしながら観察眼を磨いている。声質やしゃべり方をもとに電話相手の年齢や性格、容貌まで判断でき、その洞察力を見込まれて謎の老人からさまざまな依頼を受けるようになる。
須藤威一郎（すどう いいちろう）
通称「ロボ」。ロボットオタクの25歳のフリーター。眼鏡をかけている。「初美」と名乗るニコのテレクラの客だったが、第1話で車を必要としていたニコにうまく利用されて以来、なにかと彼女に呼び出される。マツダ・ロードスター（NB型）を所有していたが第2話で女性に乗り逃げされ第3話でテロリストに爆破された。胸の大きな女性が好みで、毎回大人の声を操るニコに騙されている。
老人
喫茶店でテレクラのサクラをしていたニコを見込んで、誘拐事件の助言を頼んできた老人。それ以来ニコにさまざまな依頼を持ち込んでくる。名梨（ななし）という有能な部下を持ち、ニコへの依頼の資材調達は彼に行わせている。若い頃は「デコ頑」の通り名の任侠者として知られており、さまざまな人物にツテがある。

## サブタイトル一覧
第1巻
- voice1 セクシーボイスは14歳
- voice2 女は海
- voice3 エースを狙え!
- voice4 タワーの男
- voice5 日本のバカンス
- voice6 指輪とギャングスター

第2巻
- voice7 さわって青空
- voice8 三日坊主の天国
- voice9 おじいさんの電話
- voice10 一夜で豪遊
- voice11 鍵
- voice12 伝言ゲーム
- voice13 伝言ゲームは続く

単行本にはそれぞれ数ページの描き下ろし漫画も掲載されている。

## テレビドラマ
2007年4月10日から6月19日まで毎週火曜日22:00 - 22:54に、日本テレビ系の「火曜ドラマ」枠の第1作目として放送された。同局における火曜22時台の連続ドラマとしては、1981年に「火曜劇場」枠で放送された『三年待った女』以来、約25年半ぶりであり、また、初の漫画を原作とした作品でもある。第1回は放送時間を20分拡大し、22:00 - 23:14に放送。なお、ステレオ放送が実施されているため、単発ドラマ枠で行ってきた副音声の解説放送については実施しない。
松山ケンイチの連続ドラマ初主演作である。脚本は木皿泉によるもので、原作を大胆に脚色している。視聴率は最後まで伸びず苦戦を強いられた。
キャッチコピーは「あなたの隣にスパイがいる」。
※以下、原作の話について表記する際は「 - 話」、ドラマの話について表記する際は「Voice - 」と表記する。

### キャスト

#### 2人のスパイ
須藤 威一郎（通称：ロボ）
演 - 松山ケンイチ
ロボットオタクの24歳青年。秋葉原勤めの会社員。自宅に大量のロボットフィギュアを飾っている。特に「マックスロボ」というアニメが大好きで、事あるごとに必殺技名をオーバーアクションとともに叫ぶため、周囲から呆れられているが、使えると感じたのか、ニコは悪い感じで受け止めていない。また「宇宙」という言葉にときめきを感じ、天体に関する情報にも詳しい。Voice 1で偶然出逢った林一海に一目惚れする（下記参照）。
林 二湖（通称：ニコ）
演 - 大後寿々花 （ニコの出す声：千葉繁、住友優子、伊倉一恵、加藤英美里）
中学2年生。老若男女を問わない高度な声帯模写や、雑踏の中から特定の声だけを聞き分ける能力を持つ。長髪で、制服を着ているときは2つに束ねている。靴は制服のとき以外はいつもドクターマーチンを履いている（葬式に参列した時も黒いマーチンを履いている。)
将来、子供が生まれたら「幸子」と名付けたいと思っている（Voice 10より）。

#### ニコの家族
林 一海
演 - 村川絵梨
ニコの姉（ニコからは「カズミちゃん」と呼ばれている）。色々なアルバイトをしているが、その収入はほぼ服飾代に消えている。なぜか自分でも分からないが買った服などの商品タグを箪笥の引き出しに溜めている。日々合コンに勤しんでいる。また、ニコには「洋服のようにとっかえひっかえ相手を変える」と言われている。一人暮らしを夢見ているが、両親が認めないので未だ実現できていない。
ロボの憧れの人。偶然彼に会うこともあるが、その様子がまるでストーカーのようなので、彼女にとっては（というより誰にとっても）いい迷惑となっている。
林 竹男
演 - 塚本晋也
ニコの父親。バスの運転手。趣味は牛乳キャップ収集。妻の雪江からは呆れられているが、Voice 1で「自分の生きてきた証を残しているんだ」と評している。広島東洋カープのファン。
林 雪江
演 - 片桐はいり
ニコの母親。コーヒー豆売りのパートをしている。趣味はカメラ。

#### 謎の組織
真境名 マキ
演 - 浅丘ルリ子
表向きは骨董屋「地蔵堂」の店主だが、裏社会に精通している謎の多い女性。彼女の周辺では様々な事件が起き、その度にロボとニコによく調査等を依頼している。
ニコに対し、よく教訓めいた言葉を述べている。
昔、恋人と一緒にスパイをしていた（Voice 9）。
名梨 秀吉
演 - 岡田義徳
真境名の部下で、彼女と同じく謎が多い。真境名に仕えている理由は明かされていないが、彼女には頭が上がらない。
頭脳明晰、行動力や料理の腕に長け、おまけにフランスパンで仏像が彫れるほど器用（Voice 2より）でもあるため、邪険にはされていない（むしろ可愛がられている節もある）。その反面、慌てんぼうでおっちょこちょいな面もあり、失敗したり、とんでもない事態を招くこともよくある。
真境名からは「ヨっちゃん」と呼ばれており、Voice 6では彼女から「唯一の家族」と称されている（名梨も物心ついた頃には家族がいなかったと言っている）が、Voice 10によると、養子にしたいとは思わない（名梨も養子になりたいとまでは思っていないらしい）。
自分より強いものには頭が上がらない反面、弱ければ全力で潰すといった性格の持ち主ではあるが、Voice 9では仲間思いの一面も見られ、真境名が命を狙われた際も、彼女を守ろうとする。

#### その他
むーちゃん
演 - 梶原ひかり
ニコの同級生。
ロボのオタク仲間
演 - 赤星昇一郎、六角精児、中村靖日、マンスール・ジャーニュ

#### ゲスト
Voice 1
三日坊主（三田 広、35歳）
演 - 中村獅童（Last Voiceにも出演）
三日間しか記憶がもたない殺し屋。ニコ達と出会っていた時には新たな任務が既に課せられていた。
組織の連絡員
演 - 北見敏之（Last Voiceにも出演）
三日坊主に殺害の依頼をした男。

Voice 2
ごぼ蔵（後藤）
演 - 村上淳
ある女性に会いに行く道中で強盗事件を起こした男。バイクで突っ込んだ美容院で、偶然ロボとニコに出会う。
野口
演 - 中根徹
野口 享子
演 - 蜷川みほ
駒造
演 - 今福将雄
真境名に伊豆から2億円の仏像を運ぶことを依頼する

Voice 3
お歯黒女（山野 月子）
演 - 香椎由宇
自殺志願者達のバスに乗り遅れた所でロボに出会った女性。「お歯黒女」となり、数々の事件を起こしていた。

Voice 4
かんにん袋（宇佐美 好子）
演 - 市川実和子
ロボの大学時代の先輩。自分の気に入らないことがある度、鬱憤を晴らす為に色々な場所に爆弾を仕掛けていた女性。
田崎
演 - 伊藤正之
かんにん袋の大学時代の教授。2人の間にはトラブルが起きていた。
半海
演 - 半海一晃
ロボを逮捕した刑事。

Voice 5
玲
演 - 黒川智花
美香
演 - 入山法子
絵里
演 - 仲里依紗
知枝
演 - 高瀬友規奈
マナミ
演 - 木南晴夏
上記5名は「聖ウラジミール学園」のキーパーソン。「うしみつ様」と呼ばれる人形を中心に立てたオカルトでニコ達を惑わす。

Voice 6
ZI（夢野 享子）
演 - りょう
花屋の女主人。元殺し屋。
ロボの母
演 - 白石加代子
ロボの母親。
夢野 学
演 - 小木茂光
ZIの夫。元々はZIの標的だった。
夢野 小太郎
演 - 平澤彗洸
ZIの一人息子。
依頼人
演 - 鶴田さやか
ZIの捜索を依頼する。

Voice 7
ハンバーグ
演 - モロ師岡
面識のないメル友の女性と逃避行をはかるために勤務先から1億円を横領し、ファミリーレストランで待ち続けるが、相手の女性はいっこうに現れない。「ハンバーグ」はハンドルネーム。
コック
演 - 高橋一生
ファミリーレストランで修行中のコック。よっちゃんの指導を受け、先生と仰ぐ。

Voice 8&9
昭子
演 - 小林聡美
恵
演 - もたいまさこ
絵美理
演 - ともさかりえ
上記3名は「プッチーニ」の三人組。死を間近に控えた患者の願いを聞き届け、叶える3人組。昼は看護師をしている。
小野 一朗
演 - マイク眞木
真境名の恋人であり、かつてのスパイ仲間。事故に遭い、病室で眠り続けていた。
山田 秀夫
演 - 橘家二三蔵
入院患者。
林源太郎
演 - 庄司永建
ニコのひいおじいちゃん。
Voice 10
信田 コーン
演 - 篠井英介
漫画家。代表作は「もえもん」。魚が好き。「もえもん」の主人公もえもんもチョウチンアンコウのキャラクターである。作中で、長年の夢だったという水族館を開設した。
信田 陽子
演 - 澤田育子
コーンの妻。

Last Voice
佐田 里奈
演 - 岡本杏理
ニコのクラスに転校してきた女子。周囲に合わせたり、規則に従うことが極端に嫌い。

### スタッフ
- 脚本 - 木皿泉、山岡真介、根本ノンジ
- 音楽 - 中塚武[2]
- 主題歌 - みつき「ひとつだけ」[3]（ワーナーミュージック・ジャパン）
- 演出 - 佐藤東弥、池田健司、石尾純、狩山俊輔
- オープニングナレーション - 池田秀一
- 協力 - NiTRo、砧スタジオ、日テレアート、映広
- プロデューサー - 河野英裕、小泉守、下山潤
- 制作協力 - トータルメディアコミュニケーション
- 製作著作 - 日本テレビ

### 放送日程
| 各話                                                      | 放送日                          | サブタイトル    | ラテ欄                             | 脚本       | 演出     | 視聴率              |
| --------------------------------------------------------- | ------------------------------- | --------------- | ---------------------------------- | ---------- | -------- | ------------------- |
| Voice 1                                                   | 2007年4月10日                   | 三日坊主        | 美しき思い出を忘れた殺人者を追え!! | 木皿泉     | 佐藤東弥 | 12.5%               |
| Voice 2                                                   | 2007年4月17日 （5月22日再放送） | ごぼ蔵          | 強盗犯の最後の恋                   | 木皿泉     | 佐藤東弥 | 8.7% （再放送6.0%） |
| Voice 3                                                   | 2007年4月24日                   | お歯黒女        | 孤独なお歯黒女!!救出作戦           | 木皿泉     | 池田健司 | 6.9%                |
| Voice 4                                                   | 2007年5月1日                    | かんにん袋      | 爆弾魔になった彼女を救え           | 山岡真介   | 石尾純   | 7.0%                |
| Voice 5                                                   | 2007年5月8日                    | うしみつ様      | 高校入学!? 恐怖の三日間!!          | 根本ノンジ | 池田健司 | 6.9%                |
| Voice 6                                                   | 2007年5月15日                   | ZI              | 殺し屋の子育て…                    | 木皿泉     | 佐藤東弥 | 7.8%                |
| Voice 7                                                   | 放送中止 （後にDVDに直接収録）  | ハンバーグさん  | 人生やり直せるハンバーグ           | 山岡真介   | 狩山俊輔 | -                   |
| Voice 8                                                   | 2007年5月29日                   | プッチーニ 前編 | 恋愛と死・前編                     | 木皿泉     | 佐藤東弥 | 6.5%                |
| Voice 9                                                   | 2007年6月5日                    | プッチーニ 後編 | みんな死なないで                   | 木皿泉     | 佐藤東弥 | 6.4%                |
| Voice 10                                                  | 2007年6月12日                   | 幸子            | 来世の幸せをお金で買う男           | 木皿泉     | 池田健司 | 6.5%                |
| Last Voice                                                | 2007年6月19日                   | ロボ            | 救えるのは宇宙で私だけ             | 木皿泉     | 佐藤東弥 | 6.4%                |
| 平均視聴率 7.6%（視聴率は関東地区・ビデオリサーチ社調べ） |                                 |                 |                                    |            |          |                     |

- 当初、Voice 7として制作された回は2007年5月22日にオンエア予定だったが、ハンバーグ店に立てこもる場面があったため、「物語の設定に、愛知立てこもり事件を想起させる場面を含む」として直前に放映休止が決まり、この日はVoice 2（再放送）に差し替えた。翌週は通常通りVoice 8を放送。Voice7の放送は放送完全中止とされ放送は行われなかったが、2007年9月20日発売のDVDにビデオスルー扱いで収録された。

### 用語
マックスロボ
ロボお気に入りのロボットアニメ。胴体に大きく「MAX」の文字がデザインされているのが特徴。
マジンガーZやコン・バトラーVなどに代表される1970年代から1980年代のロボットアニメの雰囲気を持つ。首元にロボが乗るシトロエン2CVのフロントマスクが見える。
ドラマ公式サイトで紹介された設定によると、架空の弱小プロダクション「トアルスタジオ」が「限界新時代マックスロボ」として1979年に制作したテレビアニメ番組。“合体ロボットアクションの究極形態”を目指した。放映時間が毎週火曜日午前10時という平日日中の「超冒険的」（公式サイト）な番組で、平均視聴率は1.4%に低迷。全45話の予定が30話で打ち切られ、トアルスタジオは倒産したが、劇場版「マックスロボ　愛の限界点」も公開された。“知る人ぞ知る”作品として現在も一部マニアの熱狂的な支持を集めている。
ドラマでは、オープニングや主題歌、内容の一部などが端的に流される。ロボは自宅に劇場版ポスターを貼るなどこの作品に大層入れ込んでおり、ニコから2万円を貰って道端の怪しげな外国人からシリアルナンバー入りのフィギュアを手に入れた（このためニコの言い成りになった）。
Voice 8では手がトイレに落ちたが、プッチーニの一員の昭子に拾い上げてもらったことをきっかけにロボが彼女に一目惚れした。
Last Voiceでは男2人組と立ち向かったときにバラバラになったが、エンディングではロボが修復を行っているシーンが映された。

### 備考
- 劇中で名梨が口ずさむ「プロフェッショナ〜ルな〜♪」は、甲本ヒロトが木村充揮のアルバム『小さな花』に提供した曲「プロフェッショナル」の一節。
- ロケ地は、杉並区阿佐ヶ谷・杉並区高円寺周辺。
- 噴水のある並木道や緑の丘のロケ地としては府中の森公園が多く使われている。
- 主演コンビの松山ケンイチと大後寿々花は2009年に映画『カムイ外伝』でも再共演している。
- 林一海役の村川絵梨、ロボのオタク仲間役の六角精児・中村靖日、Voice3にゲスト出演したお歯黒女役・香椎由宇、Voice5にゲスト出演した入山法子・仲里依紗・ホラン千秋・相馬有紀実、Voice8&9にゲスト出演した「プッチーニ」役のもたいまさこ、計9人は2006年の同局の『マイ☆ボス マイ☆ヒーロー』でも共演している。また、Voice5にゲスト出演した仲と夏目鈴は2008年の同局のドラマ『学校じゃ教えられない!』、2010年にTBS系列の「金曜ドラマ」枠で放送されたドラマ『ヤンキー君とメガネちゃん』でも共演している。
- Voice5で使用された制服は『マイ☆ボス マイ☆ヒーロー』で使用された物と同じである。

### DVD
- Vol.1「VOICE 1,2」収録
- Vol.2「VOICE 3,4,5」収録
- Vol.3「VOICE 6,7,8」収録
- Vol.4「VOICE 9､10、Last voice、スペシャルディスク」収録
  - スペシャルディスク内容「制作発表」「インタビュー」「メイキング（番組PR）」「メイキング（voice1,3,5,6,8）」「初収録・ロボの部屋」「クランクアップ」「おまけ〜マックスロボのテーマ〜その1、その2」[5]

| 日本テレビ 火曜ドラマ             | 日本テレビ 火曜ドラマ                                 | 日本テレビ 火曜ドラマ                 |
| 前番組                            | 番組名                                                | 次番組                                |
| --------------------------------- | ----------------------------------------------------- | ------------------------------------- |
| 枠設立前につき無し                | セクシーボイスアンドロボ （2007.04.10 - 2007.06.19）  | 探偵学園Q （2007.07.03 - 2007.09.11） |
| 日本テレビ系列 火曜22時台         |                                                       |                                       |
| 火曜ドラマゴールド ※21:00 - 22:54 | セクシーボイスアンドロボ 【ここから「火曜ドラマ」枠】 | 探偵学園Q                             |